# Ряпшис, Пятрас
Пя́трас Ряпши́с (лит. Petras Repšys; род. 26 сентября 1940, Шяуляй) — литовский график, художник-монументалист, скульптор, медальер; лауреат Национальной премии Литвы по культуре и искусству (1997).

## Биография
В 1960—1967 годах учился в Вильнюсском художественном институте, специализировался в графике.
С 1967 года участвовал в республиканских и международных выставках. Работает в областях станковой, книжной, прикладной графики, экслибрисов, а также в живописи, фрески, скульптуры. Живёт в Вильнюсе.

## Творчество

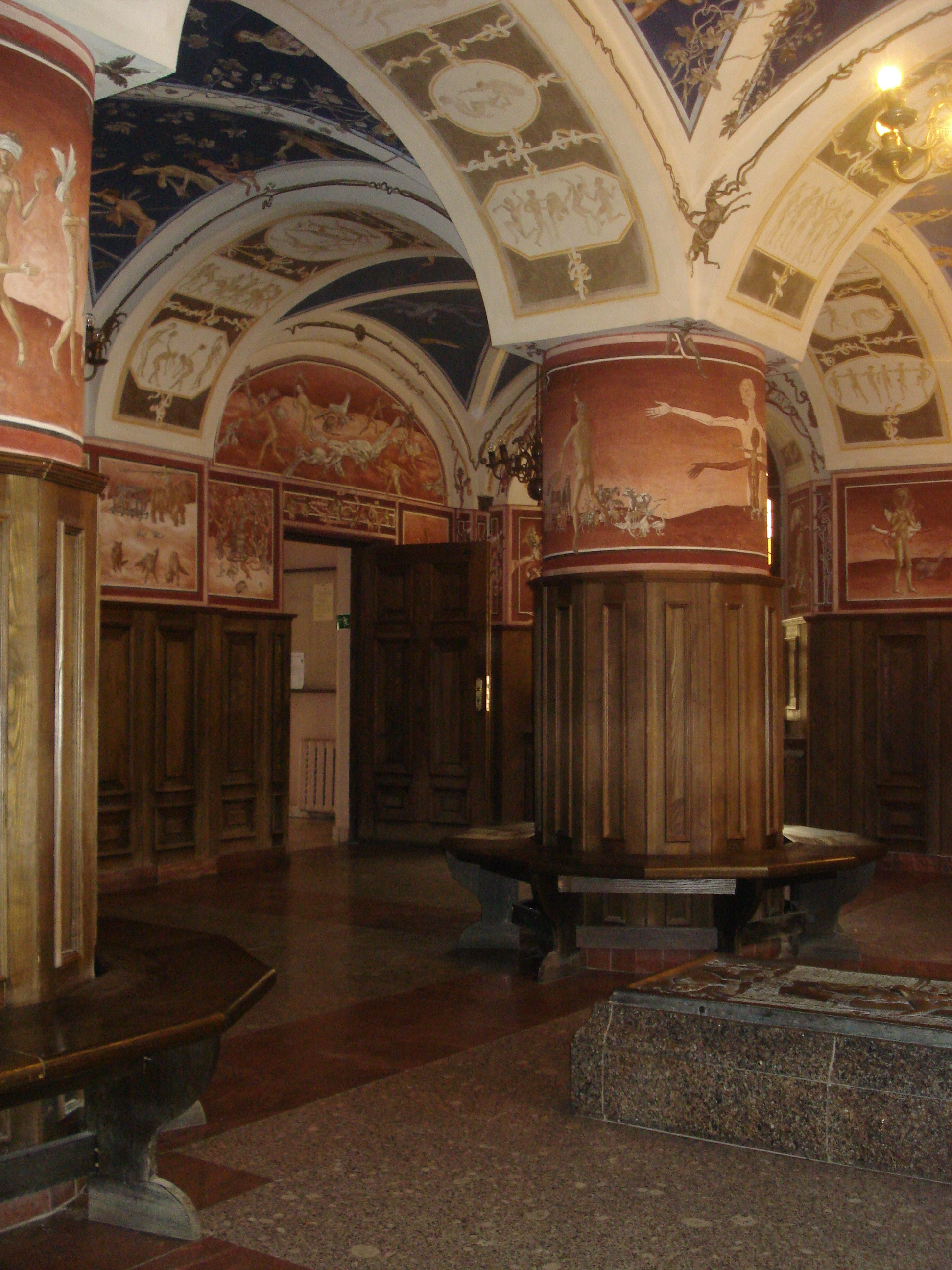
Фреска «Времена года»

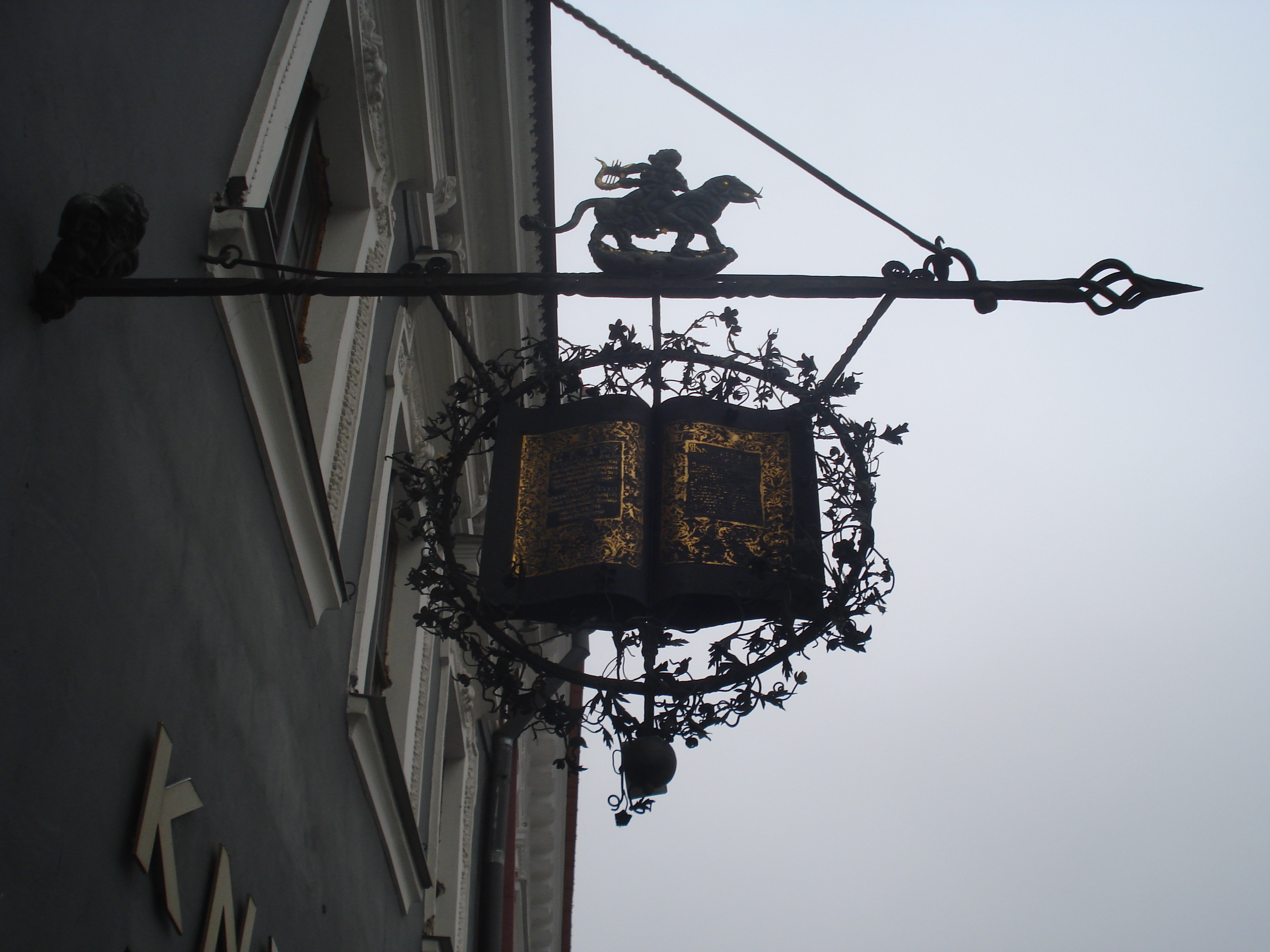
Вывеска книжного магазина

Создал оформление книжного магазина („Versmė“) на Ратушной площади в Вильнюсе — живописное панно в интерьере (темпера на дереве) и металлическая рекламная вывеска в экстерьере. Медная вывеска воспроизводит титульную страницу первой литовской книги — «Катехизиса» Мартинаса Мажвидаса и фрагменты её стихотворного предисловия (1973—1978) .

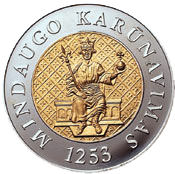
Реверс монеты в память 750-летию коронации Миндовга

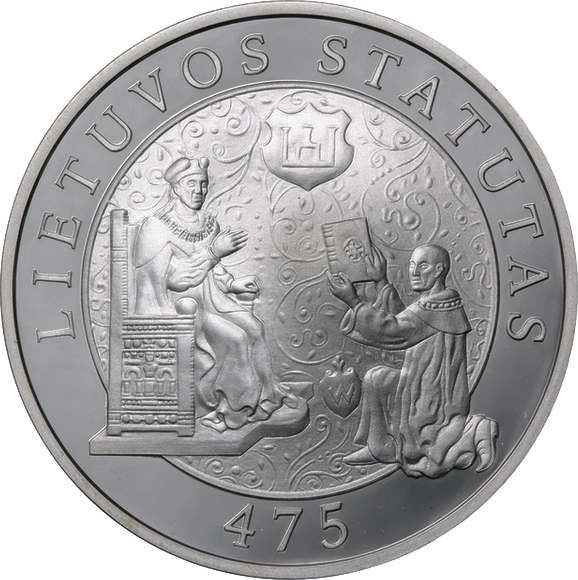
Реверс монеты в память 475-летия Литовского Статута

Среди наиболее крупных и известных произведений — фреска «Времена года» на втором этаже восточного крыла здания во дворе Сарбевия (филологический факультет Вильнюсского университета; 1976—1985) .
Автор памятных монет — достоинством 200 литов к 750-летию коронации Миндовга (2003), 50 литов к 475-летию Литовского Статута (2004) и других. 
Медали работы Ряпшиса, посвящённые памятным датам истории Литвы, дарились во время визитов в Литву, например, японскому императору Акихито , королеве Елизавете II  и другим главам государств. В частности, серебряная медаль в память юбилея коронации Миндовга была подарена президенту Азербайджана Ильхаму Алиеву (2007) . 
Памятные медали работы художника также вручались президентом Литвы Валдасом Адамкусом во время его зарубежных визитов главам государств, например, папе римскому Бенедикту XVI , президенту Португалии Анибалу Каваку Силве 
О творчестве Ряпшиса снят 18-минутный документальный фильм (автор сценария и режиссёр Витаутас В. Ландсбергис; 1993).